# Peter Jenni
Peter Jenni (né le 17 avril 1948) est un physicien des particules suisse qui travaille au CERN. Il est connu pour être un des « pères fondateurs » de l'expérience ATLAS au grand collisionneur de hadrons du CERN.

## Biographie
Peter Jenni, né en 1948, est Suisse. Il obtient son diplôme de physique à l'université de Berne en 1973 et son doctorat à l'École polytechnique fédérale de Zurich (ETHZ) en 1976.

## Récompenses
- 1998 : prix Greinacher suisse[3].
- 1999 : médaille d'or slovaque de l'université Comenius de Bratislava.
- 2001 : médaille d'argent commémorative tchèque de l'université Charles de Prague.
- 2012 : médaille d'honneur Ernst Mach de l'Académie tchèque des sciences.
- 2012 : 
  - co-récipiendaire avec Michel Della Negra du Julius Wess Award[4] de l'Institut de technologie de Karlsruhe.
  - co-lauréat du prix de physique fondamentale (spécial)[5].
- 2013 : co-récipiendaire du prix de physique des hautes énergies de la Société européenne de physique[6].
- 2013 et 2014 : doctorats honoris causa de l'université de Stockholm, l'université de Copenhague, l'École polytechnique fédérale de Zurich, l'université pontificale catholique du Chili, l'université de Nova Gorica et l'université de Berne.